# Българи в община Сурдулица
По официалните данни от преброяването през 2002 г. в община Сурдулица броят на определените като етнически българи възлиза на 1004 души, или 4,52% от населението на общината.

## Брой на българите(по населени места)
(2002)
- Божица – 216 (64,86%)
- Клисура – 199 (59,93%)
- Сурдулица – 196 (1,79%)
- Кострошевци – 73 (90,12%)
- Драинци – 70 (89,74%)
- Топли дол – 69 (56,55%)
- Стрезимировци- 47 (88,67%)
- Сухи дол – 38 (55,07%)
- Грознатовци – 32 (80,00%)
- Алакинце – 32 (2,12%)
- Паля – 16 (88,88%)
- Масурица – 6 (0,48%)
- Колуница – 3 (42,85%)
- Бело поле – 2 (0,32%)
- Власина Округлица – 1 (0,61%)
- Загужане – 1 (0,11%)
- Калабовце – 1 (0,98%)
- Стайковце – 1 (0,78%)
- Сувойница – 1 (0,10%)

## Населени места с българско мнозинство
(2002)
- Кострошевци – 73 (90,12%)
- Драинци – 70 (89,74%)
- Паля – 16 (88,88%)
- Стрезимировци – 47 (88,67%)
- Грознатовци – 32 (80,00%)
- Божица – 216 (64,86%)
- Клисура – 199 (59,93%)
- Топли дол – 69 (56,55%)
- Сухи дол – 38 (55,07%)
- Колуница – 3 (42,85%)